# هنیز
هنیز، روستایی از توابع بخش رودبار الموت شرقی شهرستان قزوین در استان قزوین ایران است.

## جمعیت
بر اساس آخرین سرشماری مرکز آمار ایران در سال ۱۳۹۵، جمعیت آن ۲۴۸ نفر (۷۷ خانوار) بوده‌است. زبان مردم هنیز تاتی است.